# Joaquim Machado de Castro
Joaquim Machado de Castro (Coímbra, 19 de junio de 1731 - Lisboa, 17 de noviembre de 1822) es uno de los escultores portugueses de mayor renombre. Además de su obra escultórica, redactaba extensos trabajos descriptivos, textos entre los que cabe destacar la extensa discusión sobre la estatua de José I que se sitúa en la Praça do Comércio lisboeta, titulada Descripção analytica da execucão da estatua equestre (descripción analítica de la ejecución de la estatua ecuestre), Lisboa 1810.

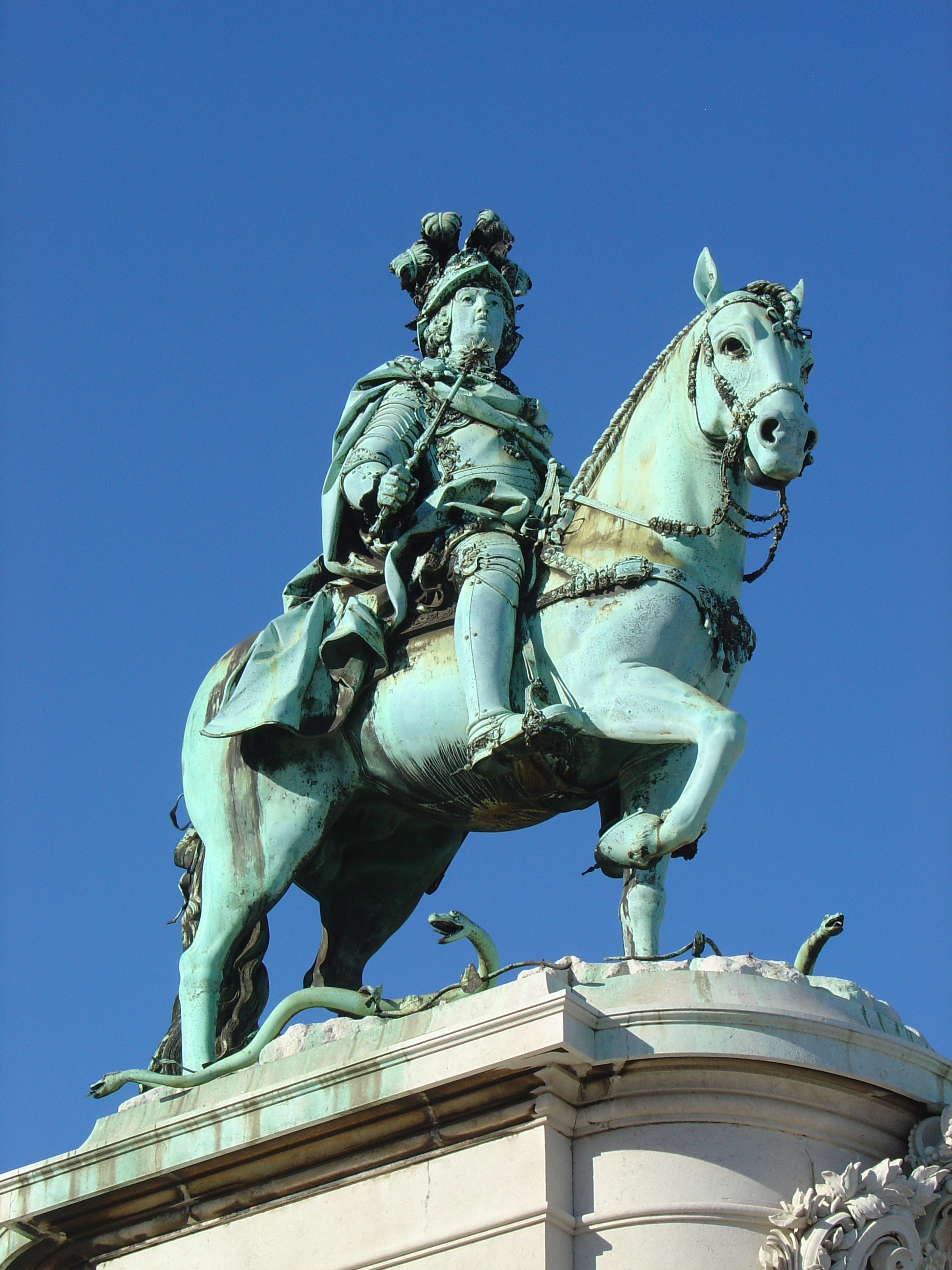
Estatua del rey José I en la Praça do Comércio de Lisboa

Machado de Castro fue uno de los escultores con mayor influencia en Europa en el siglo XIX y principios del siglo XX. La Descripção consiste en la descripción hecha por el artista del estilo y la ejecución de su mejor trabajo, la estatua ecuestre de José I que se talló en 1775 como parte de la reconstrucción de la ciudad de Lisboa siguiendo el plan del Marqués de Pombal tras el terremoto de Lisboa. Las partes de la construcción están detalladas e ilustradas, incluyendo vistas de la estatua y de sus componentes desde distintas vistas. En la introducción de su obra Machado de Castro comenta algunas estatuas ecuestres situadas en plazas europeas.